# Cuterebra sabroskyi
Cuterebra sabroskyi är en tvåvingeart som beskrevs av Guimaraes 1984. Cuterebra sabroskyi ingår i släktet Cuterebra och familjen styngflugor. Inga underarter finns listade i Catalogue of Life.